# Восточно-Сибирское генерал-губернаторство
Восто́чно-Сиби́рское генера́л-губерна́торство — крупная военно-административная единица Российской империи в 1822—1884 годах. По своему центру иногда также называлось Иркутским генерал-губернаторством, которое исторически возникло позже.

## Органы власти

### Административное деление

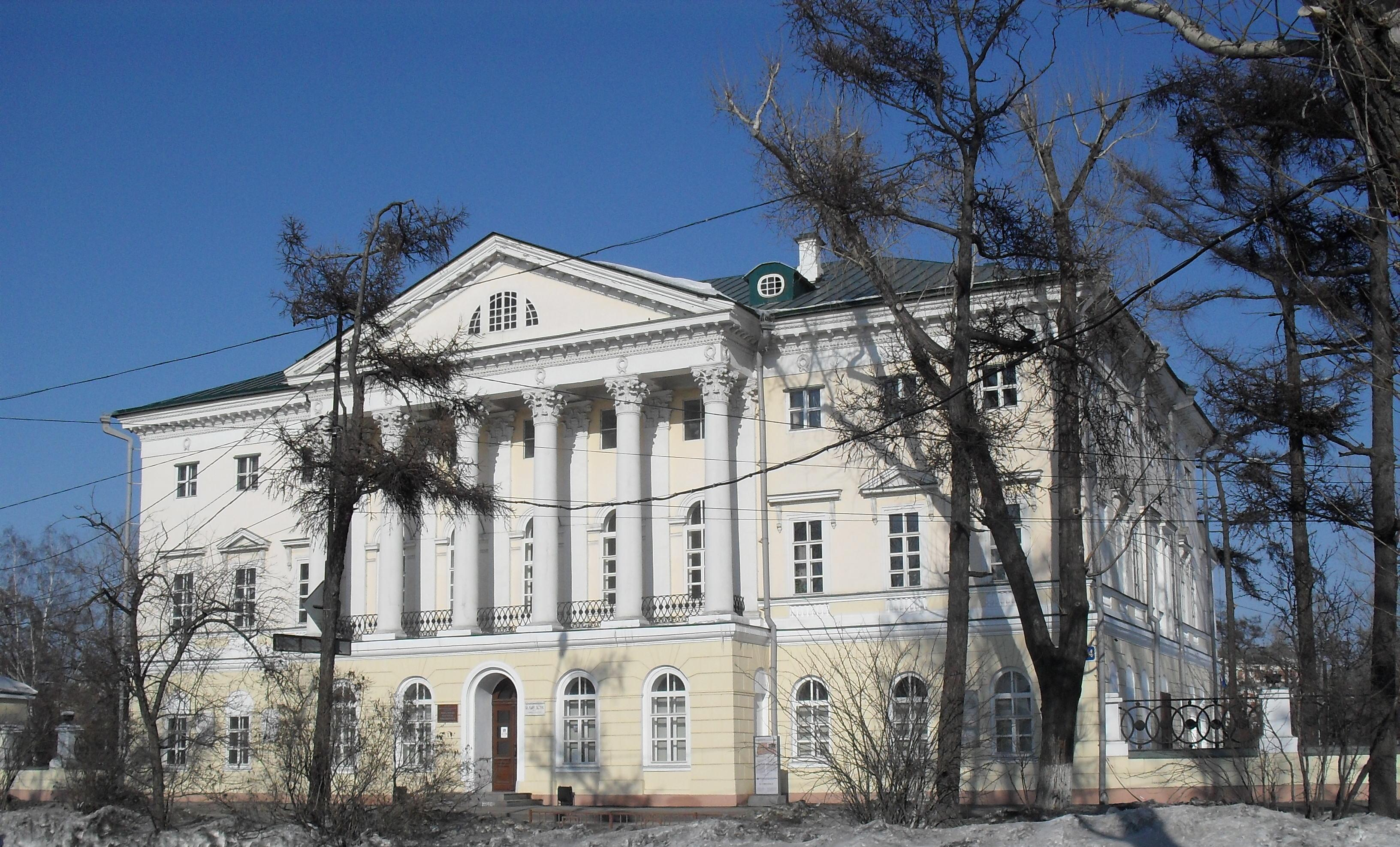
Белый дом в Иркутске: резиденция генерал-губернаторов

Глава Восточно-Сибирского генерал-губернаторства — генерал-губернатор, назначался императором. Ставка генерал-губернатора — город Иркутск.
Состав:
- Енисейская губерния;
- Иркутская губерния;
- Приморская область (с 14 ноября 1856 года);
- Якутская область;
- Кяхтинское градоначальство.

### Генерал-губернаторы
| Ф. И. О.                       | Титул, чин, звание                                                                 | Время замещения должности |
| ------------------------------ | ---------------------------------------------------------------------------------- | ------------------------- |
| Лавинский Александр Степанович | действительный тайный советник                                                     | 22.07.1822—06.12.1833     |
| Сулима Николай Семенович       | генерал-лейтенант                                                                  | 06.12.1833—28.09.1834     |
| Броневский Семён Богданович    | генерал-лейтенант, и. д. (утверждён 06.12.1835)                                    | 28.09.1834—29.07.1837     |
| Руперт Вильгельм Яковлевич     | генерал-лейтенант                                                                  | 30.07.1837—29.06.1847     |
| Муравьёв Николай Николаевич    | генерал-адъютант, генерал от инфантерии, и. д. (утверждён 06.12.1849)              | 05.09.1847—19.02.1861     |
| Корсаков Михаил Семёнович      | генерал-лейтенант, и. д. (утверждён 19.04.1864)                                    | 19.02.1861—21.01.1871     |
| Синельников Николай Петрович   | генерал от кавалерии                                                               | 21.01.1871—14.12.1873     |
| Фредерикс Платон Александрович | барон, генерал-адъютант, генерал-лейтенант                                         | 14.12.1873—10.08.1879     |
| Анучин Дмитрий Гаврилович      | генерал-лейтенант                                                                  | 07.12.1879—01.01.1885     |
| Игнатьев Алексей Павлович      | граф, Свиты Его Величества генерал-майор, и. д. (утверждён в должности 25.12.1886) | 04.01.1885—01.09.1887     |

## История
Генерал-губернаторство Восточной Сибири учреждено 22 июля (3 августа) 1822 года по предложению М. М. Сперанского.
При разделении Сибирского генерал-губернаторства образовано Западно-Сибирское и Восточно-Сибирское генерал-губернаторство (генерал-губернаторство Восточной Сибири).
14 ноября 1856 года в рамках генерал-губернаторства образована Приморская область с центром в городе Николаевск-на-Амуре.
16 июня 1884 года генерал-губернаторство разделено на Иркутское и Приамурское генерал-губернаторства.